# 童年即景

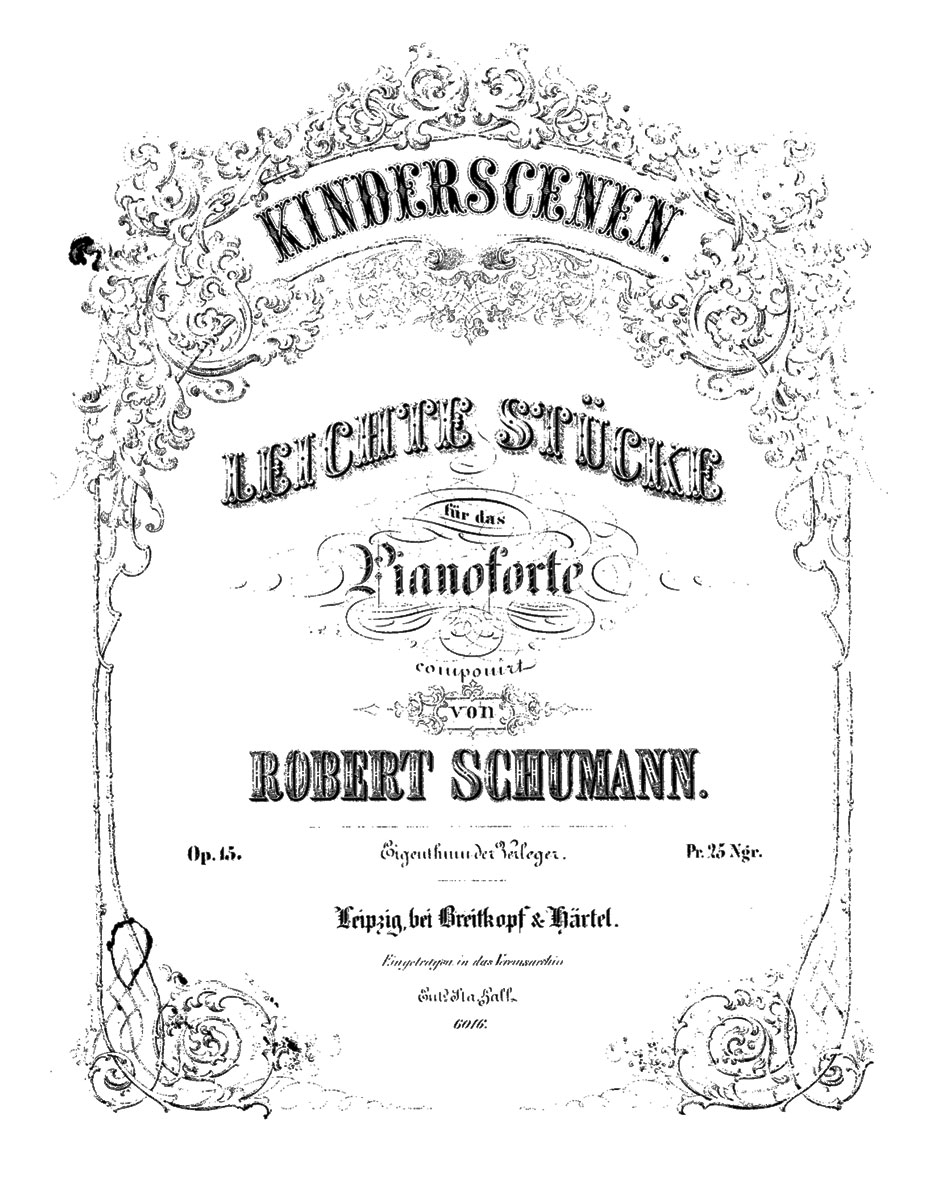
第一版封面，布赖特科普夫与黑特尔音乐出版社

《童年即景》（德語：Kinderszenen），作品15，是德国作曲家罗伯特·舒曼创作的一部钢琴套曲，由十三首曲目组成，写于1838年。在作品中，舒曼提供了他成年后的童年回忆。舒曼原本为写了30首曲目，而是选择了13首作为套曲最终版本。
此套曲中尤其以第七首《梦幻曲》（Träumerei）最为著名，曾作为1944年德国关于舒曼的传记电影的主题曲。

## 背景
承上，舒曼将这个作品取名为“简易的曲目”（Leichte Stücke）同样地，节的标题也是完成音乐后才加入，舒曼描述标题“只不过是细腻的提示执行和解释”。

### 樂譜與出版
1974年，埃里克·萨姆斯指出，《童年即景》没有已知完整的手稿。

## 音频
| 标题                                                     | 调      | 文件 |
| -------------------------------------------------------- | ------- | ---- |
| 01. Von fremden Ländern und Menschen 00.陌生的国家和人民 | G大调   |      |
| 02. Kuriose Geschichte 00.怪话                           | D大调   |      |
| 03. Hasche-Mann 00.捉迷藏                                | B小调   |      |
| 04. Bittendes Kind 00.乞求的孩子                         | D大调   |      |
| 05. Glückes genug 00.满足                                | D大调   |      |
| 06. Wichtige Begebenheit 00.重大事件                     | A大调   |      |
| 07. Träumerei 00.梦幻曲                                  | F大调   |      |
| 08. Am Kamin 00.在炉边                                   | F大调   |      |
| 09. Ritter vom Steckenpferd 00.骑竹马                    | C大调   |      |
| 10. Fast zu ernst 00.太過嚴肅啦                          | 升G小調 |      |
| 11. Fürchtenmachen 00.恐吓                               | E小调   |      |
| 12. Kind im Einschlummern 00.宝宝睡着了                  | E小调   |      |
| 13. Der Dichter spricht 00.诗人說啊                      | G大调   |      |

## 其它

### 相关研究
- 蒂莫西·泰勒讨论了19世纪的文化和经济形势的变化下舒曼对于作品标题的选择。[5]

### 大众文化
- 《梦幻曲》是1947年好莱坞电影艳曲凡心（英语：Song of Love (1947 film)）的开场和片尾曲。片中凯瑟琳·赫本出演克拉拉·舒曼。
- 日本漫画和动画《绝望先生》中《梦幻曲》作为放学广播曲被女主角风浦可符香填词，并在漫画的大结局中再次出现。
- 日本动画電影《鏡之孤城》中《梦幻曲》作为在城堡音樂盒播放的曲子，并在片尾的特典畫面用鋼琴演奏再次出现。
- 《麦兜故事》中，《大包整多两笼大包》的原曲为《陌生的国家和人民》，《黎根之歌》的原曲為《夢幻曲》。